# Anthony Dod Mantle
Pour les articles homonymes, voir Mantle.
Anthony Dod Mantle, né le 14 avril 1955 à Oxford, est un directeur de la photographie britannique.

## Biographie
Il a voyagé à travers le monde avant d'étudier la photographie au London College of Printing de 1980 à 1984. Il s'est ensuite installé au Danemark en 1985 et a étudié à l'École nationale de cinéma du Danemark jusqu'en 1989. Il a notamment collaboré à plusieurs reprises avec les réalisateurs Thomas Vinterberg, Lars von Trier et Danny Boyle. Il a remporté l'Oscar de la meilleure photographie et le British Academy Film Award de la meilleure photographie pour Slumdog Millionaire en 2009.

## Filmographie
- 1998 : Festen de Thomas Vinterberg
- 1999 : Mifune de Søren Kragh-Jacobsen
- 1999 : Julien Donkey-Boy de Harmony Korine
- 2002 : 28 Jours plus tard de Danny Boyle
- 2003 : It's All About Love de Thomas Vinterberg
- 2003 : Dogville de Lars von Trier
- 2004 : Millions de Danny Boyle
- 2005 : Dear Wendy de Thomas Vinterberg
- 2005 : Manderlay de Lars von Trier
- 2006 : Le Dernier Roi d'Écosse de Kevin Macdonald
- 2008 : Mariage à l'islandaise de Valdís Óskarsdóttir
- 2008 : Slumdog Millionaire de Danny Boyle
- 2009 : Antichrist de Lars von Trier
- 2010 : 127 heures de Danny Boyle
- 2011 : L'Aigle de la Neuvième Légion de Kevin Macdonald
- 2012 : Dredd de Pete Travis
- 2013 : Rush de Ron Howard
- 2013 : Trance de Danny Boyle
- 2015 : Au cœur de l'océan (In the Heart of the Sea) de Ron Howard
- 2016 : Un traître idéal (Our Kind of Traitor) de Susanna White
- 2016 : Snowden d'Oliver Stone
- 2017 : T2 Trainspotting de Danny Boyle
- 2018 : Kursk de Thomas Vinterberg
- 2019 : Radioactive de Marjane Satrapi

## Distinctions
- 2010 : Bodil du meilleur directeur de la photographie pour Antichrist